# Heinz Grah
Heinz Grah (eigentlich Friedrich Heinrich Grah, * 7. Mai 1931 in Bergisch Gladbach; † 4. Januar 2004 ebenda) war ein deutscher Kontrabassist des Modern Jazz, der auch im Mainstream Jazz aktiv war.
Grah stammt aus einer musikalischen Familie; sein Vater war der Pianist und Dirigent Willi Grah. Mit seinem Bruder, dem Pianisten und Vibraphonisten Bill Grah, spielte er ab 1946 in einer Band, die regelmäßig in den Jazzclubs von Köln und Düsseldorf auftrat. Mitte der 1950er Jahre zog er mit ihm nach Wien, wo er in den zentralen Bands von Oscar Klein und von Fatty George tätig war. 
Zurück im Rheinland gehörte er ab 1964 zur Boogie Woogie Company um Leo von Knobelsdorff und Ali Claudi. Zwischen 1953 und 1973 war er an 43 Plattenaufnahmen beteiligt, neben den vorgenannten Bands unter anderem mit dem Quartett von Karl Drewo.

## Diskographie
- Fatty George: Fatty 69 (Preiser, 1969)
- The Boogie Woogie Company: Our Blue Boogie Soul (EMI, 1973)